# 史蒂夫·克勞斯
史蒂夫·克勞斯（英語：Steve Clouse，1956年2月7日—）是一名美國政治人物。他是共和黨人，於1994年起擔任阿拉巴馬州眾議院第93區議員。

## 外部連結
- 智慧投票计划中的傳記、投票紀錄及利益集團評級
- Ballotpedia上的史蒂夫·克勞斯